# Список умерших в 728 году

## Октябрь
- 15 октября — Хасан аль-Басри, исламский богослов и знаток хадисов, один из первых исламских аскетов (захид).

## Дата смерти неизвестна или требует уточнения
- Гримоальд II, герцог Баварии (716/718—725/728).
- Джарир ибн Атия, арабский поэт-сатирик.
- Домналл мак Келлайг, король Коннахта (723—728).
- Дунхад мак Мурхадо, король Лейнстера (727—728).
- Ине, король Уэссекса (688—726).
- Кинаэд мак Иргалайг, король Наута (Северной Бреги) (718—728), король всей Бреги и верховный король Ирландии (724—728).
- Аль-Фараздак, арабский поэт.
- Христикола, епископ Лейнстерский.
- Этельбурга Уэссекская, королева Уэссекса; святая Католической церкви.